# Colin Jackson (polityk)
George Colin Jackson (ur. 6 grudnia 1921, zm. 19 kwietnia 1981) – brytyjski polityk Partii Pracy, deputowany Izby Gmin.

## Działalność polityczna
W okresie od 15 października 1964 do 18 czerwca 1970 i od 28 lutego 1974 do 3 maja 1979 reprezentował okręg wyborczy Brighouse and Spenborough w brytyjskiej Izbie Gmin.